# La Presse de Tunisie
La Presse de Tunisie è un quotidiano tunisino in lingua francese fondato a Tunisi nel 1936.

## Storia
La Presse de Tunisie fu fondato da Henri Smadja, un medico francese di religione ebraica, ed uscì per la prima volta il 12 marzo 1936. Destinato ad un pubblico indigeno francofono, il suo principale concorrente era La Dépêche tunisienne, organo di stampa dei coloni francesi. Sebbene nei primi anni di esistenza la redazione del giornale dovette far fronte ad una cronica penuria di mezzi tuttavia, durante la seconda guerra mondiale, la proprietà della Presse de Tunisie riuscì ad acquisire i materiali dell'Unione, la testata filofascista della comunità italo-tunisina che nel frattempo era stata chiusa e liquidata dalle autorità francesi.
Dal 7 novembre 1956 al 4 febbraio 1957 il giornale fu bandito con ordinanza del Ministro dell'Interno. In questi stessi anni La Presse de Tunisie si affermò definitivamente come principale testata in lingua francese della Tunisia grazie alla collaborazione di numerosi giornalisti stranieri inviati nel paese nordafricano.
Nel luglio 1967 Smadja, coinvolto nei mesi precedenti in un processo per fuga di capitali, fu condannato e perse tutte le sue proprietà, tra le quali La Presse de Tunisie. Il giornale passò così temporaneamente sotto il controllo del governo tunisino, un controllo che nel corso degli anni divenne sempre più stretto e forte, facendo perdere alla testa la sua tradizionale indipendenza.
Durante gli anni della dittatura di Ben Ali La Presse de Tunisie mantenne una linea editoriale molto vicina al Raggruppamento Costituzionale Democratico. Dopo la rivoluzione dei Gelsomini però la testata riuscì a riacquisire una maggiore indipendenza dalla politica sebbene la proprietà sia rimasta ancora nelle mani del governo attraverso la società statale SNIPE.